# Kire Risztevszki
Kire Risztevszki (cirill betűkkel: Кире Ристевски; Bitola, 1990. október 22. –) macedón válogatott labdarúgó, hátvéd, a ciprusi Etnikósz Ahna játékosa.

## Pályafutása

### Klubcsapatokban
Pályafutását hazájában az FK Peliszterben kezdte, majd megfordult Albániában is, mielőtt 2014-ben a Szlavija Szofija lett. 2015. január 9-én újból Albániában szerződött, az KF Tirana csapatához. A 2014-15-ös szezon második felében 13 alkalommal lépett pályára a bajnokságban negyedik helyén végzó együttesben, amelytől azért távozott a szezon végén, mert a klub többhavi fizetésével tartozott. Ezt követően egy idényt hazájában a Rabotnicski játékosaként töltött. a 2016 és 2018 között a Vasas játékosa volt. Az angyalföldi klub színeiben 67 bajnoki mérkőzésen szerepelt. 2018 nyarán az Újpest szerződtette. A lila-fehér csapatban három év alatt 83 tétmérkőzésen lépett pályára, tagja volt a kupagyőztes csapatnak a 2020–21-es szezonban. 2021 nyarán lejáró szerződését nem hosszabbította meg a klub, Risztevszki pedig Cipruson folytatta pályafutását. 2022. szeptember 13-án az örmény Pjunik csapatába igazolt.

## Sikerei, díjai
Újpest FC
- Magyar kupagyőztes (1): 2020–21

## Mérkőzései a macedón válogatottban
| #   | Dátum               | Ellenfél         | Eredmény | Kiírás              | Esemény   |
| --- | ------------------- | ---------------- | -------- | ------------------- | --------- |
| 1.  | 2014. március 5.    | Lettország       | 2 – 1    | barátságos mérkőzés | 77'       |
| 2.  | 2014. május 26.     | Kamerun          | 0 – 2    | barátságos mérkőzés |           |
| 3.  | 2014. május 30.     | Katar            | 0 – 0    | barátságos mérkőzés |           |
| 4.  | 2015. március 30.   | Ausztrália       | 0 – 0    | barátságos mérkőzés |           |
| 5.  | 2015. szeptember 5. | Luxemburg        | 0 – 1    | Eb-selejtező        | 37' 90+2' |
| 6.  | 2015. szeptember 8. | Spanyolország    | 0 – 1    | Eb-selejtező        |           |
| 7.  | 2015. október 9.    | Ukrajna          | 0 – 2    | Eb-selejtező        |           |
| 8.  | 2016. március 23.   | Szlovénia        | 0 – 1    | barátságos mérkőzés | 31'       |
| 9.  | 2016. március 29.   | Bulgária         | 0 – 2    | barátságos mérkőzés | 74'       |
| 10. | 2016. május 29.     | Azerbajdzsán     | 3 – 1    | barátságos mérkőzés |           |
| 11. | 2016. június 2.     | Irán             | 1 – 3    | barátságos mérkőzés |           |
| 12. | 2016. szeptember 5. | Albánia          | 1 – 2    | Vb-selejtező        |           |
| 13. | 2016. október 6.    | Izrael           | 1 – 2    | Vb-selejtező        |           |
| 14. | 2016. október 9.    | Olaszország      | 2 – 3    | Vb-selejtező        |           |
| 15. | 2016. november 12.  | Spanyolország    | 0 – 4    | Vb-selejtező        |           |
| 16. | 2017. március 24.   | Liechtenstein    | 3 – 0    | Vb-selejtező        |           |
| 17. | 2017. március 28.   | Fehéroroszország | 3 – 0    | barátságos mérkőzés |           |
| 18. | 2017. június 5.     | Törökország      | 0 – 0    | barátságos mérkőzés |           |
| 19. | 2017. június 11.    | Spanyolország    | 1 – 2    | Vb-selejtező        | 90+4'     |
| 20. | 2017. szeptember 2. | Izrael           | 1 – 0    | Vb-selejtező        |           |
| 21. | 2017. szeptember 5. | Albánia          | 1 – 1    | Vb-selejtező        | 65' 87'   |
| 22. | 2017. október 9.    | Liechtenstein    | 4 – 0    | Vb-selejtező        |           |
| 23. | 2017. november 11.  | Norvégia         | 2 – 0    | barátságos mérkőzés |           |
| 24. | 2018. március 23.   | Finnország       | 0 – 0    | barátságos mérkőzés |           |
| 25. | 2018. március 27.   | Azerbajdzsán     | 1 – 1    | barátságos mérkőzés | 44'       |
| 26. | 2018. szeptember 6. | Gibraltár        | 2 – 0    | Nemzetek Ligája     |           |
| 27. | 2018. szeptember 9. | Örményország     | 2 – 0    | Nemzetek Ligája     |           |
| 28. | 2018. október 16.   | Örményország     | 0 – 4    | Nemzetek Ligája     |           |
| 29. | 2018. november 16.  | Liechtenstein    | 2 – 0    | Nemzetek Ligája     |           |
| 30. | 2018. november 19.  | Gibraltár        | 4 – 0    | Nemzetek Ligája     |           |
| 31. | 2019. március 21.   | Lettország       | 3 – 1    | Eb-selejtező        | 71'       |
| 32. | 2019. március 24.   | Szlovénia        | 1 – 1    | Eb-selejtező        | 90+3'     |
| 33. | 2019. június 10.    | Ausztria         | 1 – 4    | Eb-selejtező        | 55'       |
| 34. | 2019. szeptember 5. | Izrael           | 1 – 1    | Eb-selejtező        |           |
| 35. | 2019. október 10.   | Szlovénia        | 2 – 1    | Eb-selejtező        |           |
| 36. | 2019. október 13.   | Lengyelország    | 0 – 2    | Eb-selejtező        | 80'       |
| 37. | 2019. november 16.  | Ausztria         | 1 – 2    | Eb-selejtező        |           |
| 38. | 2019. november 19.  | Izrael           | 1 – 0    | Eb-selejtező        |           |
| 39. | 2020. szeptember 5. | Örményország     | 2 – 1    | Nemzetek Ligája     | 71'       |